# 방어진항
방어진항(方漁津港)은 울산광역시 동구 방어동에 위치한 어항이다. 1971년 12월 21일 국가어항으로 지정되었다. 관리청은 해양수산부 동해어업관리단, 시설관리자는 울산광역시 동구청장이다

## 연혁
- 방어진 항구 입구에 있는 슬도는 파도가 칠 때 거문고 타는 소리가 난다고 하여 '슬도' 라 하였으며, 시루를 엎어놓은 것 같다고 하여 '시루섬' 이라 하기도 하고, 거북이 모양 같다고 하여 '구룡도' 라고도 한다.
- 방어진항은 1967년 수산업개발정책에 따라 주요어항으로 선정된 울산의 대표적인 어항으로 1980년 기본시설계획을 수립하고 1998년 건설공사를 완공했다.[1]

## 어항구역
본 항의 어항구역은 다음과 같다.
- 수역: 슬도 남단 돌출부에서 N25。E으로 육지에 연결하는 선과 슬도 남단에서 정서방향으로 650m 점(해상), 이점에서 정북으로 육지와 연결하는 선을 따라 형성된 공유수면[2]
- 육역: 울산광역시 동구 방어동 175-14 외 32필지 (세부내역 생략)[3]

## 기본계획
2009년 12월 22일 국가어항 기본계획이 변경 고시되었다. 변경된 기본계획은 다음과 같다.
- 방파제 670, 물양장 1,144, 선양장 30, 파제제 227, 교량 43, 물양장(돌제식) 3기, 하수정비 1식, 난간설치 1,142, 접속호안 30, 월파방지공 1식, 친수시설 1식

## 특색
- 울산에 위치한 방어진항은 한반도의 동남부에 위치하고 있어 일찍부터 동아시아로 뻗어나가는 관문 구실을 하고 있다. 대왕암공원은 소나무가 빽빽히 들어서 숲을 이루고 있어 휴식처가 되기에 충분하며. 앞으로 탁 트인 바다가 있어 관광명소 중에 하나로 손꼽힌다. 특히 봄에는 벚꽃이 만발해 주변의 푸른 바다와 어우러져 또 다른 느낌을 연출한다.[5]

## 관련 축제
- 2005년부터 방어진축제를 열고 있다.[6]

## 여객선 계획
1992년 3월 24일에 치러진 14대 총선에서 정주영이 창당한 통일국민당은 방어진항과 부산항을 잇는 여객선 운항을 선거 공약으로 내걸었다. 선거 결과 울산시 3개 의석에서 모두 통일국민당 후보가 당선되었다. 이에 따라 현대중공업이 여객선사업 진출을 선언하고 자체적으로 여객선을 건조, 1992년 5월에 울산시에, 7월에 울산지방항만청에 연안여객선사업 인가 신청서를 제출했다.
현대중공업이 정원 300명, 720톤급 여객선을 자체적으로 건조하여 방어진항과 부산항을 1일 3왕복 운항할 계획이었다. 당시 울산 동구는 현대중공업 등 대규모 공장이 있으며 인구밀집 지역이었지만 외부와의 교통은 염포로에만 의존하고 있는 상황이라 도로는 상습적인 정체에 시달렸다. 방어진~부산간 시외버스는 2시간 이상 소요되었으나 여객선이 취항하면 약 1시간 20분정도 소요되어 울산 동구의 교통에 크게 기여할 것이었다. 그러나 울산시와 항만청에서는 방어진항은 어업전진기지로, 여객선 통행으로 인한 어선 정박과 교통에 장애가 우려된다는 이유로 여객선사업 인가를 내주지 않았다.
현대중공업은 9월 2일에 여객선을 진수하고 '한마음호'라고 명명하고, 방어진항과 조금 떨어진 화암추항을 선착장으로 활용하기 위해 부두시설을 건설하고 12월에 시험운항까지 했다. 그러나 부산쪽 사정으로 사업 허가가 계속 반려되었고, 정주영이 14대 대선에서 낙선하고 현대그룹 전체에 세무조사가 행해진 후 정계에서 은퇴하면서 현대중공업은 여객선 사업을 포기하였다. 이에 대해 항만청 측에서는 "제반여건을 고려하지도 않고 특정 정당의 선거공약에만 쫓겨 추진된 무모한 계획" 이라고 하고, 현대중공업 측에서는 "당국이 선거당시 여당에 편향되지만 않았어도 조금의 문제점은 있지만 여객선운항은 진작에 이뤄졌을 것"이라고 주장했다.